# Петкевич, Наталья Владимировна
Ната́лья Влади́мировна Петке́вич (род. 24 октября 1972, Минск) — белорусский политик, в 2004—2010 годах заместитель, затем — первый заместитель Главы администрации Президента Беларуси. Заместитель председателя Белорусского республиканского Союза юристов. Председатель Белорусского лыжного союза. Пресс-секретарь Лукашенко в 2001—2004 годах. Первый заместитель главы Администрации Президента Республики Беларусь (с 27 июня 2024 года).

## Биография
Родилась в семье руководителя стоматологической поликлиники Владимира Кравченко.
В 1994 году окончила юридический факультет Белорусского государственного университета. С 1999 — кандидат юридических наук, защитила кандидатскую диссертацию на тему «Внешнеэкономические сделки (правовые аспекты)».
Работала ведущим специалистом, затем начальником управления государственного и международного права Главного государственного правового управления Администрации Президента Республики Беларусь. В 2001 году стала пресс-секретарём Александра Лукашенко, в 2004 — заместителем главы президентской администрации.
9 января 2009 года назначена первым заместителем главы администрации президента Республики Беларусь. Эту должность занимала до 28 декабря 2010 года.
Работала помощником Президента Республики Беларусь. 1 октября 2014 года Александр Лукашенко своим распоряжением освободил Наталью Петкевич от этой должности.
27 июня 2024 года назначена первым заместителем главы Администрации Президента Республики Беларусь.

## Санкции ЕС, США
В 2006 году США внесли Петкевич в санкционный список специально обозначенных граждан и заблокированных лиц, а страны-члены ЕС – в чёрный список Евросоюза за участие в подтасовке результатов президентских выборов 2006 года.

## Личная жизнь
Первый муж — Владислав Петкевич.
27 марта 2009 года вышла замуж за Александра Ивановича Мартыненко — заместителя председателя Национальной государственной телерадиокомпании Республики Беларусь.
В 2018 году вышла замуж за дипломата Валентина Рыбакова, постоянного представителя Белоруссии при ООН.
У Петкевич есть сын.